# Лурате Качивио
Лурате Качивио (итал. Lurate Caccivio) је насеље у Италији у округу Комо, региону Ломбардија.
Према процени из 2011. у насељу је живело 9776 становника. Насеље се налази на надморској висини од 332 м.

## Становништво
Према резултатима пописа становништва 2011. у општини је живело 9.922 становника.
| 1936. | 1951. | 1961. | 1971. | 1981. | 1991. | 2001. | 2011. |
| ----- | ----- | ----- | ----- | ----- | ----- | ----- | ----- |
| 4.930 | 5.503 | 6.358 | 7.757 | 9.373 | 9.340 | 9.715 | 9.922 |

## Партнерски градови
- Черкијара ди Калабрија